# IJsduiker
De ijsduiker (Gavia immer) is een vogel uit het geslacht der zeeduikers (Gavia). Dit is het enige geslacht in de familie Gaviidae en de orde Gaviiformes.

## Kenmerken
De ijsduiker is een vrij grote trekvogel van ongeveer 70-80 centimeter in lengte en een gewicht van 3 tot 4,5 kg. Hij houdt zijn nek gestrekt tijdens de vlucht. In de broedtijd is de ijsduiker de enige vogel met een volledig zwarte kop en een lichte, zwart-wit gestreepte hals. De zwarte snavel onderscheidt hem van de geelsnavelduiker (Gavia adamsii). De rug heeft een zwart-wit dambord patroon, de onderkant is wit.
Buiten de broedtijd is de vogel minder opvallend getekend, van boven is hij dan donkerbruin tot zwart. De onderdelen, de keel en zijkanten van de kop zijn wit.
In de broedtijd maakt de vogel een merkwaardig klagend geluid met een vibrato erin. Het geluid is typerend voor de Canadese wildernis en wordt wel met het gelach van een geestesgestoorde vergeleken, vandaar de Noord-Amerikaanse naam: loon (van loony: gek).
De ijsduiker is erg territoriaal ten opzichte van soortgenoten, maar kan ook stevig uit de hoek komen tegen andere watervogels. In 2020 werd een geval waargenomen waarbij de ijsduiker een Amerikaanse zeearend had gespiest met zijn snavel.

## Leefwijze
Als alle leden van de duikerfamilie leeft de ijsduiker van de visvangst, maar ook kreeftachtigen en soms zelf waterplanten staan op het menu. De vogel duikt meestal zo'n 2-4 meter diep maar is ook wel op 60 m diepte aangetroffen. Een voorwaarde is dat het water helder is, want de vogel jaagt op zicht.

## Voortplanting
Beide partners zorgen voor de jongen, die bij hun ouders blijven tot ze 10 tot 11 weken oud zijn en kunnen vliegen. De jongen liften soms mee op de rug van de ouders.

## Verspreiding en leefgebied
De ijsduiker broedt aan binnenwateren van Alaska, Canada, Groenland en IJsland. 's Winters trekt hij ver naar het zuiden en is hij te vinden aan de kusten van Europa - van Noorwegen tot Portugal - en Noord-Amerika -Californië en de Golfkust.

### Voorkomen in Nederland
De ijsduiker is in Nederland een zeldzame gast met slechts enkele tientallen die elk jaar gezien worden. Voornamelijk tijdens zeetrektellingen (systematische tellingen op een vast punt langs de kust) en bij bekende plekken als de Brouwersdam en de havenpieren van IJmuiden. Enkele malen worden ook vogels in het binnenland gezien, onder andere op de grote rivieren, de Maasplassen in Limburg en de randmeren zijn diverse waarnemingen in de periode 1990-2010 gedaan.

## Trivia
De ijsduiker (common loon) is de nationale vogel van Canada en staat afgebeeld op de Canadese eendollarmunt die dan ook een loonie genoemd wordt.